# Népi élettörténet
Népi élettörténet – az antropológiai és néprajzi vizsgálatokban az 1920-as években felfedezett műfaj. A figyelmet a lengyel Thomas és Znaniecki által 1918-1920 között Bostonban közzétett ötkötetes munka terelte rá. Kutatása kettős célt követ. A kutatási módszerként alkalmazott, kérdőívvel irányított élettörténet forrásanyagot biztosít az egyéni életpályák alakulása, a mikroközösségek világában létrejött szerveződések vizsgálatához. Az irányítás nélkül, egyéni elképzelés alapján megkomponált önéletrajzot, önéletírást a folklorisztika folklórműfajként vizsgálja.

## Története
A szakirodalom genetikai kapcsolatot lát a 18. századi irodalmi memoár és a paraszti önéletírás között. "A 19. századi memoár műfajának késői folytatói; s irodalmi színvonalban és alkotásmódban a több évtizeddel korábbi gyakorlatot követik, sajátosan paraszti témákhoz és ízléshez idomulva" (Gyenis Vilmos). Valószínűbb azonban a gyakorlati célt szolgáló, vázlatosabb feljegyzések, gazdasági naplók és a népi élettörténet kapcsolata. A népi élettörténet létrejötte összefügg az írásbeliségnek a paraszti kultúrában való 18-19. századi megjelenésével, valamint a hagyományos témákat variáló folklórműfajok (népmese, monda, ballada) 20. századi marginalizálódásával, a nagy tömegek életformáját és élményvilágát átstrukturáló gazdasági és történelmi események hatásával.
Az önéletírás indítékai között említhető az idegenek érdeklődése, a példaadás, a tanítás szándéka, a panasz, az írás gyönyörűsége, az elsorvadt emberi kapcsolatok miatt csak írásban levezethető beszélési kényszer. "Míg a férfiak írásaiban a katonaság vagy a háború eseményei állnak a középpontban (erről az időről bámulatos pontossággal és aprólékosságról szólnak), a nőknél az érzelmi életen: férjhez menésen, szerelmi csalódáson s a házassággal és gyermekszüléssel járó gondokon, gyötrelmeken van a hangsúly. Többet és szívesebben írnak a régi népszokásokról, hiedelmekről, viselkedésről, mint a férfiak. Mindkét nembeliek aprólékosan számolnak be arról, mikor, mit dolgoztak s hogyan" (Küllős Imola).
A népi élettörténetnek sajátos dokumentumértéke van. "A közvetlen emberi érintkezés rossz momentumait, a kiszolgáltatottság, baj, bántás és butaság olyan formáit világítják át, melyek a legbizalmasabb és legmélyebb emberi kapcsolatok világában leginkább rejtve vannak és maradnak" (Salamon Anikó). Valójában azonban a népi élettörténet alkotás, amelyben a valóság és fikció sajátosan keveredik. Ezért szükséges az életpálya- és az élettörténet különválasztása. Az életpálya sajátos történelmi-gazdasági-társadalmi körülmények között az egyéni eszmények, választások és lehetőségek alapján megtett életút leírása, a történet ennek szimbolikus megjelenítése. A kettő közötti elhajlás az események kiválasztásában, kronológiai és oksági átrendezésében, értelmezésében, tendenciózus hangsúlyozásában mutatható ki.
A hagyományos folklórhoz viszonyítva a népi élettörténet műfaji sajátosságának tekinthető a személyes jelleg, a szerzőség, az írásbeliség, az alkotás és befogadás mozzanatának és színhelyének eltávolodása. A szerző más térben és időben élő személyként szólít meg, üzenetét az írott szöveg kimerevíti. A szerző nem ismeri közönségét, a mű elszakad az alkotófolyamattól, és hordozza alkotója nevét, rögzített, definit jellegű. Olyan tényezők ezek, amelyek a műfajt a hivatásos irodalom felé közelítik. Az irodalomba azonban nem olvad be. A szerző műveltségét és ízlését többnyire a folklór alakította ki; a műalkotás tudatos tartalmi-formai megszerkesztésével szemben az élettörténetre egyfajta szinkretizmus, lazaság jellemző; az élettörténet a népi epika szemlélete, szövegszerkesztési szabályai szerint jött létre.
A műfaj egy bizonyos ízlés, életforma, értékrend, mentalitás meglétéről tanúskodik; az "alulnézet perspektívájából" egykor, egy életforma szubjektív interpretációját készíti el; az életpálya eseményeit megválogatva, rendszerezve, esztétikai élményt nyújtó "világot" teremt, az önkifejezés, a beszélés nyelvi, stilisztikai, formai kellékeket alkalmazva egy egyén megkonstruált identitását mutatja fel.
A romániai magyar könyvkiadásban a sort Tamási Gáspár nyitotta Vadon nőtt gyöngyvirág című kötetével (1971), követte ezt Győri Klára a Kiszáradt az én örömem zöld fája (1975), Kocsis Rózsi a Megszépült szegénység (1988) című vallomása. A Salamon Anikó által szerkesztett Így teltek hónapok, évek (1979) öt szerző vallomását tartalmazza. A Művelődés folytatásokban közölte Csibi Istvánné Pontot, vesszőt nem ismerek, de a szó mind igaz című vallomását, Horváth Arany gondozásában. A Pillich László – Vetési László szerkesztésében megjelent Leírtam életem... (1987) tizenkét naplót tartalmaz. Albert Ernő 1995-ben jelentette meg egy gyimesi csángó család magnóval rögzített élettörténetét Rigó és madár címmel.
A népi élettörténethez szétválaszthatatlanul kapcsolódik a napló, a feljegyzés, az élménytörténet, igaz történet műfaja.